# Севастьянов, Павел Иванович
Павел Иванович Севастьянов (Севостьянов, Савостьянов) (1786—1852) — русский генерал, участник войн против Наполеона.

## Биография
Происходил из дворян Тамбовской губернии. Получил воспитание в частном учебном заведении, в 1802 году определился на службу унтер-офицером в Тамбовский гарнизонный батальон. В 1806 году получил первый офицерский чин. В 1808 году в войну со шведами был в походе и участвовал в нескольких сражениях. В Отечественную войну и в заграничных кампаниях 1813—1814 гг. принимал участие почти во всех главных сражениях и получил ряд наград за храбрость. В 1820 году, в чине подполковника, был назначен командиром Пензенского пехотного полка. За беспорочную выслугу 25 лет в офицерских чинах 26 ноября 1827 года Севастьянов был награждён орденом Св. Георгия 4-й степени (№ 4092 по списку Григоровича — Степанова).
Участвовал со своим полком во многих сражениях русско-турецкой войны 1828—1829 годов. Участвовал в подавлении Польского восстания 1830 года. Пробыв короткое время командиром Олонецкого пехотного полка Севастьянов в 1833 году был назначен членом полевого аудиториата 1-й армии, а в 1835 году, в чине генерал-майора (с 26.7.1835) — командиром 2-й бригады 7-й пехотной дивизии, в 1845 году — командующим 1-й сводной резервной дивизией, в 1846 году — командующим резервной дивизией запасных войск 1-го пехотного корпуса. В 1848 году он был произведён в генерал-лейтенанты.
В 1851 году ему Высочайше было повелено присутствовать в Правительствующем Сенате, с оставлением в занимаемой должности.
Умер 10 (22) июля 1853 года.

## Награды
российские
- орден Св. Анны 4-й ст. (1808)
- Золотое оружие «За храбрость» (1812)
- орден Св. Анны 2-й ст. (1812) и алмазные знаки к нему (1814)
- орден Св. Владимира 3-й ст. (1829)
- орден Св. Станислава 1-й ст. (1839)

иностранные
- орден Pour le Mérite (1814)
- орден Красного Орла 2-й ст. (1835)